# Clitoria densiflora
Clitoria densiflora är en ärtväxtart som först beskrevs av George Bentham, och fick sitt nu gällande namn av George Bentham. Clitoria densiflora ingår i släktet Clitoria, och familjen ärtväxter. Inga underarter finns listade i Catalogue of Life.